# مغیرة بن شعبه

ابوعیسی مغیرة بن شُعبه بن ابی‌عامر بن مسعود ثقفی (عربی: أبو عِیْسَيٰ المُغَیرَةُ بْنُ شُعْبَةُ بْنُ أبی عَامِرُ بْنُ مَسْعُودَ الثَقَفِی‎؛ متوفی ۶۷۱ م)، از یاران برجسته محمد پیامبر اسلام، بود و به عنوان یکی از چهار «دَاهِیَةُ الْعَرَب (ت.ت. 'زیرک عرب')» شناخته می‌شد. او به قبیله ثقیف از طائف تعلق داشت که بخشی از نخبگان اولیه اسلامی بودند. او در زمان خلافت عمر در سال‌های ۶۴۲ تا ۶۴۵ میلادی به عنوان فرماندار کوفه، یکی از دو پادگان اصلی عرب و مراکز اداری عراق، خدمت کرد. در دوران پیری، مغیره دوباره فرماندار کوفه شد و از سال ۶۶۱ میلادی تا زمان مرگش در سال ۶۷۱ میلادی تحت فرمان معاویة بن ابی‌سفیان نخستین خلیفه اموی، خدمت کرد. او در طول دومین فرمانداری خود عملاً مستقل از خلیفه حکومت کرد.

## زندگی

### اوایل زندگی
مغیرة بن شعبه بن ابی‌عامر بود و به طایفه بنی‌معطب از قبیله بنی‌ثقیف طائف تعلق داشت. طایفه او محافظان سنتی معبد لات، یکی از خدایان مشرک عرب بودند که در دوران پیش از اسلام مورد پرستش قرار می‌گرفتند. عموی او عروة بن مسعود، از یاران پیامبر اسلام، بود. مغیره پس از تبعید از طائف به دلیل حمله و سرقت از همراهانش در خواب، در حالی که با هم سفر می‌کردند، به او در مدینه خدمت کرد. محمد و جامعه نوپای مسلمانان در نتیجه تبعید از مکه به مدینه پناه برده بودند. محمد با کمک مغیره، ثقیف را متقاعد کرد که اسلام را بپذیرند. او در سفر حج مسلمانان به مکه که توسط قریش در صلح حدیبیه در آوریل ۶۲۸ میلادی متوقف شد، شرکت کرد. بعدها، هنگامی که طائف در سال ۶۳۰ میلادی تسلیم حکومت مسلمانان شد، مغیره مأمور نظارت بر تخریب زیارتگاه لات شد.

### دوران خلفای راشدین
محمد در سال ۶۳۲ میلادی درگذشت و رهبری دولت نوظهور اسلامی به ابوبکر (حک. ۶۳۲–۶۳۴) واگذار شد، که مغیره را در برخی از مناصب اداری نگه داشت. بیشتر مناصب عالی‌رتبه دولتی به اعضای قریش، قبیله‌ای که محمد و ابوبکر به آن تعلق داشتند، رسید. در نبرد یرموک در اوت ۶۳۶ میلادی، مغیره بینایی یکی از چشمانش را از دست داد. در زمان خلافت عمر بن خطاب (حک. ۶۳۴–۶۴۴) او را به عنوان فرماندار بصره، شهری پادگانی که توسط اعراب تأسیس شد و به عنوان سکوی پرش برای فتح ایران توسط مسلمانان مورد استفاده قرار گرفت، منصوب کرد.
عمر در سال ۶۴۲ میلادی، مغیره را به عنوان فرماندار کوفه، دیگر شهر پادگانی عرب در عراق، منصوب کرد. دو سال بعد، یکی از بردگان سابق مغیره، معروف به ابولؤلؤ، عمر بن خطاب را در حالی که در مدینه مشغول نماز بود، ترور کرد. عثمان بن عفان (حک. ۶۴۴–۶۵۶) جانشین عمر، مغیره را برای یک سال دیگر به عنوان فرماندار نگه داشت تا اینکه سعد بن ابی‌وقاص را جایگزین او کرد. مغیره پس از ترور عثمان در سال ۶۵۶ میلادی، پس از به خلافت رسیدن علی بن ابی‌طالب (حک. ۶۵۶–۶۶۱) مغیره از زندگی عمومی کناره‌گیری کرد و به طائف بازگشت. او از زادگاهش، وقایع پر هرج و مرج فتنه اول اسلام بین هواداران علی، که کوفه را پایتخت خود قرار داده بودند، و بخش عمده‌ای از قریش، که با خلافت علی مخالف بودند، را مشاهده کرد. وقتی علی بم ابی‌طالب و معاویه بن ابی‌سفیان، فرماندار شام که برای انتقام مرگ عثمان پسر عموی خود، مبارزه کرده بود، در سال ۶۵۷ میلادی تصمیم گرفتند نبرد صفین را از طریق حکمیت حل و فصل کنند، مغیره، بدون دعوت هیچ‌یک از طرفین، در مذاکرات اذرح شرکت کرد.

### دوران خلافت اموی
در جریان هرج و مرجی که پس از ترور علی در سال ۶۶۱ میلادی رخ داد، ظاهراً مغیره نامه‌ای از معاویه، که از آن زمان ادعای خلافت کرده بود، جعل کرد که به مغیره مسئولیت رهبری زیارت سالانه حج در مکه را می‌داد. به گفته شرق‌شناس هنری لمنس، «اخلاق تکان‌دهنده»، عدم دلبستگی به خاندان علی، عدم دخالت در «حسادت‌های قریش، و همچنین کوته‌بینی انصار» و عضویت در «قبیله باهوش و مبتکر ثقیف»، همگی توجه معاویه را جلب کرد و او در سال ۶۶۱ میلادی او را دوباره به عنوان فرماندار کوفه منصوب کرد. مغیره در سنت به عنوان یکی از «زیرکان» اصلی دوران خود شناخته می‌شد «که می‌توانست خود را از ناامیدکننده‌ترین مشکلات نجات دهد». در واقع، او توانست روابط نسبتاً صمیمانه‌ای با علویان بانفوذ کوفه حفظ کند و از آنها برای مقابله با دشمنانشان، خوارج، استفاده کند. خوارج از حامیان سابق علی بودند که در نتیجه حکمیت با معاویه از او جدا شدند، او را ترور کردند و به شورش علیه مقامات عراق ادامه دادند. به گفته لامنس، «او با قرار دادن آنها [علویان و خوارج] در مقابل یکدیگر، خطرناک‌ترین عناصر بی‌نظمی را در استان خود بی‌اثر کرد». علاوه بر این، مغیره با «ترکیبی از ملایمت و زیرکی، و با دانستن اینکه چه زمانی باید چشمان خود را ببندد، موفق شد از اقدامات ناامیدکننده» علیه جناح‌های سیاسی آشفته عراق اجتناب کند و توانست حکومت خود را حفظ کند. احمد بلاذری در کتاب نسب‌شناسی (انساب الاشراف) خود ذکر می‌کند که مغیره بن شعبه می‌گفت: «خداوند، فلانی (منظور علی) را لعنت کند، زیرا او از کتاب تو سرپیچی کرد و سنت پیامبر تو را ترک نمود، وحدت را شکافت، خون ریخت و ظالمانه کشته شد.» همچنین گفته می‌شود که او به معاویه پیشنهاد داد تا پسرش یزید را به عنوان جانشین خود معرفی کند.

## مرگ
مغیره در حدود سال‌های ۶۶۸ تا ۶۷۱ میلادی در سن ۷۰ سالگی بر اثر طاعون درگذشت. به گفته مورخان واقدی و مدائنی، مغیره در اوت یا سپتامبر ۶۷۰ میلادی درگذشت. زیاد بن ابیه جانشین او شد و حجاج او را به عنوان جانشین خود آماده کرده بود. حجاج بن یوسف پس از رسیدن به حکومت عراق در سال ۶۹۴ میلادی، پسران مغیره را به دلیل تبار مشترک ثقفی‌شان، به ترتیب به عنوان معاونان خود در مدائن، کوفه و همدان منصوب کرد.